# Мамин, Юрий Борисович
Ю́рий Бори́сович Ма́мин (род. 8 мая 1946, Ленинград, СССР) — советский и российский режиссёр театра и кино, сценарист, актёр, композитор, телеведущий. Заслуженный деятель искусств Российской Федерации (1997).

## Биография
Родился 8 мая 1946 года в Ленинграде, в 1964 году окончил школу № 211, Гороховая улица, д. 20.
В 1969 году окончил режиссёрское отделение факультета драматического искусства ЛГИТМиКа, где занимался в мастерской народного артиста РСФСР Леонида Макарьева.
После окончания института работал режиссёром драматического театра в городе Великие Луки. В 1976—1979 годах работал режиссёром в «Ленконцерте». С 1976 года стал работать на киностудии «Ленфильм», в качестве ассистента режиссёра и второго режиссёра принял участие в постановках фильмов: «Вдовы» (1976), «Прыжок с крыши», «Фантазии Фарятьева» (1977), «Летняя поездка к морю» (1978), «Сергей Иванович уходит на пенсию» (1980), «Порох» (1985).
В 1982 году окончил Высшие курсы сценаристов и режиссёров, где учился в мастерской Эльдара Рязанова. В 1986 году на экраны вышел фильм «Праздник Нептуна», в котором Мамин дебютировал в качестве режиссёра-постановщика.
С 1982 по 1994 год руководил драмкружком при ЛИИЖТе.
В 1994 году поставил в Театре на Литейном (Санкт-Петербург) спектакль «Кремлёвские куранты, или Приезжайте к нам лет эдак через…», по пьесе Аркадия Тигая.
В 1994 году завершил после смерти кинорежиссёра и своего друга Виктора Аристова его фильм «Дожди в океане».
С 1995 года работал в ТОО «Marina» как автор и ведущий телепрограмм «От форте до пьяно…» (совместно с А. Заливаловым; 1995—1997, РТР), «Хамелеон» (1997—1998, РТР), еженедельной авторской программы «Обсерватория» (1999—2001, РТР-Петербург) и др.
В 2000—2003 годах создал сатирический телесериал «Русские страшилки» (продюсер Али Теляков).
29 октября 2006 года режиссёр подвергся избиению со стороны подростков по дороге в Пушкин, где планировал навестить сценариста Вячеслава Лейкина для обсуждения деталей будущих проектов. По словам Мамина, нападение было совершено по мотивам ксенофобии. Режиссёр отделался сотрясением мозга.
С 2009 года стал вести курс «режиссуры экранных зрелищ» в Петербургском коммерческом институте телевидения, бизнеса и дизайна (ИТиД).
В 2009—2012 годах вёл программу «Дом культуры» на телеканале 100ТВ и выпускал сатирический журнал «Осколки».
По словам Мамина, его фильм «Не думай про белых обезьян» был незаконно скопирован и размещен на сотнях пиратских сайтов, в результате прокатчики отказались от заключения контрактов. Режиссёр выплачивал долги в течение десятилетия: пришлось продать всё, что было, включая квартиру в Петербурге.
С 2016 года Юрий Мамин преподавал в СПбГУП режиссуру мультимедиа и актёрское мастерство, и до половины третьего курса был мастером одной из учебных групп, после чего уволился. В процессе работы Мамин входил в жюри конкурсов и выступал на научных конференциях, проводил специальные занятия со школьниками и абитуриентами.
В марте 2019 года эмигрировал в США, пояснив, что «в современной России у кинематографистов, отказывающихся обслуживать интересы власти, нет никаких перспектив».
6 февраля 2020 года Юрий Мамин создал канал на YouTube, и 9 февраля выложил первый выпуск авторской программы «Дом культуры Юрия Мамина». Режиссёр так описывает свой проект:
Я подумал: что сидеть и ждать, когда рассмотрят мои кинопроекты? Я начну делать что-то, что я привык <...> Это передача, где я знакомлю с теми, кто произвел на меня впечатление, заинтересовываю этими личностями людей, и они становятся для них известными; и параллельно я выполняю свою эгоэстическую задачу: я знакомлю со своими произведениями, говоря об этих людях.
В одном из выпусков «Дома культуры Юрия Мамина» режиссёр сказал, что пишет книгу «Люди, гады, жизнь», в которой излагает «все воспоминания о тех, с кем виделся, с кем работал, о ком многое знаю». «Эта книга избавит многих от обольщения своими кумирами», — заявляет автор.

### Семья
Жена — актриса и продюсер Людмила Самохвалова. Дочь — актриса, певица Катерина Ксеньева.

## Фильмография

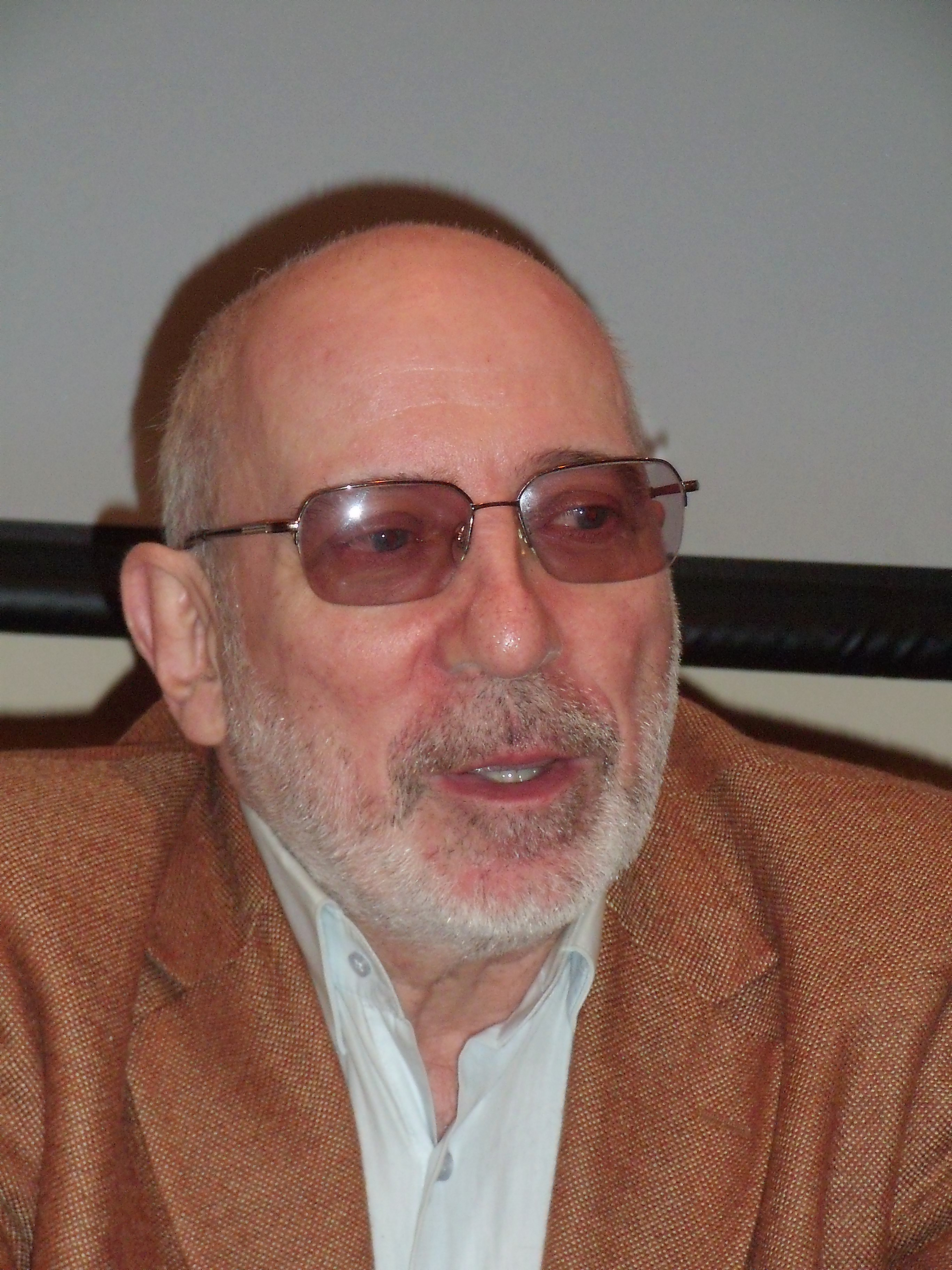
Творческая встреча
с Юрием Маминым 16 ноября 2011

### Режиссёр
- 1980 — Альтер эго (короткометражный)
- 1981 — Очередь (короткометражный)
- 1982 — Желаю вам... (короткометражный)
- 1986 — Праздник Нептуна
- 1988 — Фонтан
- 1989 — Нефонтан (короткометражный)
- 1990 — Бакенбарды
- 1993 — Окно в Париж
- 1994 — Дожди в океане — режиссёр монтажной версии фильма Виктора Аристова
- 1997 — Санчо с ранчо (пародийный ТВ-сериал в рамках программы петербургского телевидения «Хамелеон»)
- 1997 — Женька Онегин
- 1997 — С Новым годом, Эльдар Александрович! (телевизионный)
- 1997 — Плывём на Гавайи
- 1998 — Горько!
- 2001—2003 — Русские страшилки (ТВ-сериал — 18 серий)
- 2008 — Не думай про белых обезьян
- 2010 — Рокмен
- 2011 — Царскосельский вернисаж (короткометражный, телевизионный)[13]
- 2011 — Юрий Мамин: Изучение русского языка в Америке (документальный)

### Сценарист
- 1980 — Альтер эго (короткометражный, СССР)
- 1982 — Желаю вам… (короткометражный, СССР) совместно с В. Лейкиным
- 1990 — Имитатор (СССР) совместно с В. Лейкиным, В. Копыльцом, О. Фиалко
- 1993 — Окно в Париж (Россия/Франция) совместно с А. Тигаем, В. Вардунасом при участии В. Лейкина
- 1997 — Женька Онегин (Россия) совместно с В. Лейкиным
- 1998 — Горько! (Россия) совместно с В. Вардунасом, А. Тигаем
- 2003 — Русские страшилки (телевизионный сериал, Россия) совместно с В. Вардунасом
- 2008 — Не думай про белых обезьян (Россия) совместно с В. Вардунасом при участии В. Лейкина

### Композитор
- 1986 — Праздник Нептуна (среднеметражный, СССР)
- 1993 — Окно в Париж (Россия/Франция) совместно с А. Заливаловым
- 1999 — Горько! (Россия) совместно с А. Заливаловым
- 2001 — Русские страшилки (телевизионный сериал, Россия)

### Актёр
- 1988 — Фонтан (СССР)
- 1990 — Бакенбарды (СССР)
- 1993 — Окно в Париж (Россия/Франция)
- 1997 — Женька Онегин (Россия)
- 1998 — Горько! (Россия)
- 2003 — Русские страшилки (телевизионный сериал, Россия: серия «Свинья-оборотень», художник)

### Блогер
- С 2020 года — Цикл передач «Дом культуры Юрия Мамина» на канале YouTube.

## Награды и премии
- 1986 — ВКФ «Молодость» в Киеве (Гл. приз, фильм «Праздник Нептуна»)
- 1986 — МКФ в Мангейме (Приз «Золотой Дукат», фильм «Праздник Нептуна»)
- 1987 — МКФ комедийных фильмов в Габрове (Гран-при, фильм «Праздник Нептуна»)
- 1988 — КФ «Золотой Дюк» в Одессе (Гран-при, Приз критики, Приз киноклубов, фильм «Фонтан»)
- 1988 — Конкурс профессиональных премий к/с «Ленфильм» и Ленинградского отделения СК (Премия им. Г. Козинцева за лучшую режиссуру, фильм «Фонтан»)
- 1989 — КФ «Созвездие» (Спец. приз актёрскому ансамблю, фильм «Фонтан»)
- 1989 — МКФ авторского фильма в Сан-Ремо (Спец. премия жюри, фильм «Фонтан»)
- 1989 — МКФ в Веве (Гран-при «Золотая трость», фильм «Фонтан»)
- 1989 — МКФ в Кемпере (Гран-при, фильм «Фонтан»)
- 1989 — МКФ в Лас-Вегасе (Гран-при, фильм «Фонтан»)
- 1989 — МКФ в Трое (Гран-при, фильм «Фонтан»)
- 1989 — МКФ комедийных фильмов в Габрове (Гран-при, фильм «Фонтан»)
- 1989 — Международная киновстреча в Бельфоре (Приз публики, фильм «Фонтан»)
- 1990 — МКФ в Клермон-Ферране (Премия за лучший дебют, фильм «Фонтан»)
- 1990 — МКФ в Сан-Себастьяне (Приз FIPRESCI, фильм «Бакенбарды»)
- 1993 — Конкурс профессиональных премий к/с «Ленфильм» и Ленинградского отделения СК (Премия кинопрессы Санкт-Петербурга за лучший фильм года, фильм «Окно в Париж»)
- 1993 — МКФ комедийных фильмов в Торремолиносе (Приз «Серебряная рыбачья сеть», фильм «Фонтан»)
- 1993 — ОКФ «Киношок» в Анапе (Приз за лучшую режиссуру, фильм «Окно в Париж»)
- 1993 — Фестиваль сатиры и юмора в Санкт-Петербурге (Приз «Золотой Остап», фильм «Окно в Париж»)
- 1994 — МКФ в Берлине (Приз газеты Junge Welt, фильм «Окно в Париж»)
- 1994 — Премия «Золотой Овен» (За лучшую кинокомедию, фильм «Окно в Париж»)
- 1998 — КФ «Окно в Европу» в Выборге (Приз зрительских симпатий, фильм «Горько!»)
- 2008 — Приз Международной федерации киноклубов Московского международного кинофестиваля (фильм «Не думай про белых обезьян»)
- 2008 — Приз за новаторство в жанре кинокомедии на кинофестивале «Улыбнись, Россия» (фильм «Не думай про белых обезьян»)
- 2009 — Гран-при как лучший зарубежный фильм на международном кинофестивале «The End of the Pier» (Великобритания) (фильм «Не думай про белых обезьян»)
- 2009 — Художественная премия «Петрополь» за выдающийся вклад в искусство кинокомедии (Россия) (фильм «Не думай про белых обезьян»)
- 2009 — Гран-при как лучший зарубежный фильм на международном кинофестивале авторского кино в Рабате (Марокко) (фильм «Не думай про белых обезьян»)
- 2009 — Специальная премия короля Марокко Хасана II на международном кинофестивале авторского кино в Рабате (Марокко) (фильм «Не думай про белых обезьян»)
- 2011 — Царскосельская художественная премия. За цикл современных телепрограмм «Дом культуры» на телеканале 100ТВ

#### Интервью
- Юрий Мамин в программе «Встречи на Моховой», 7 октября 2007
- Юрий Мамин в гостях у «Живого ТВ» на YouTube, 13.04.2011
- «Здесь стало нечем дышать». Режиссёр Юрий Мамин эмигрировал в США. — Радио Свобода, 25.3.2019